# Liste des sites archéologiques d'Iran
Cet article récapitule les principaux sites archéologiques d'Iran. Les sites en gras sont les sites « majeurs » : importance historique, popularité...

## Ardabil
- Qaleh-ye Babak (sassanide ; forteresse)

## Azerbaijan-e Gharbi
- Bastam (urartien ; forteresse, ville)
- Haftavan Tepe (préhistorique, urartien, achéménide, sassanide ; ville)
- Hasanlu (âge du fer ; citadelle)
- Kal-e Shin (urartien ; stèle)
- Kale Siah (urartien ; citadelle)
- Qara Kelisa (arménien ; église)
- Karmiarukh (urartien ; tombeau)
- Salmas (sassanide ; bas-relief)
- Sangar (urartien ; citadelle)
- Sufi (? ; ville)

## Azerbaijan-e Sharghi
- Kelisa Darri Sham (arménien ; monastère)

## Bushehr
- Qalat-e Haydari (chrétien ou bouddhiste ; grottes)
- Rishahr (élamite ; ville)
- Sang-e Siah (achéménide ; palais)
- Siraf (sassanide, islamique ; ville)

## Fars
- Akkur-e Rostam (achéménide ; tombeaux rupestres)
- Bishapur (sassanide ; ville)
- Chahar Deh (sassanide ; temple du feu)
- Dai-e Dokhtar (séleucide ; tombeau rupestre)
- Darabgird (sassanide ; ville)
- Darkhid (sassanide ; ville)
- Darvazeh Tepe (préhistorique ; ville)
- Jin Jin (achéménide ; palais)
- Firuzabad (sassanide ; palais)
- Gardanah Gavlimash (relief achéménide tardif)
- Gardaneh-e Dokhtar (sassanide)
- Gur (sassanide ; ville)
- Gur-e Dokhtar (sassanide ; tombeau)
- Habs-e Isfandipur (sassanide, islamique)
- Kunar Siah (sassanide ; temple du feu)
- Kurangun (élamite ; bas-reliefs)
- Istakhr (achéménide, parthe, sassanide ; ville)
- Masjid-e Sangi (sassanide, nestorien, islamique ; lieu de culte)
- Mil-e Adjahan (parthe ; temple du feu)
- Mudan-e Shapur (sassanide ; statue)
- Nowdaran (sassanide ; temple du feu)
- Naqsh-e Bahram (sassanide ; bas-relief)
- Naqsh-e Rajab (sassanide ; bas-reliefs)
- Naqsh-e Rostam (achéménide, sassanide ; nécropole, bas-reliefs)
- Naqsh-e Rostam Darab (sassanide ; bas-reliefs)
- Pasargades (achéménide ; complexe palatial)
- Persépolis (achéménide ; complexe palatial)
- Qadamgah (achéménide ; plateforme)
- Qaleh-e A'elamu (sassanide ; forteresse)
- Qaleh-e Dokhtar (sassanide ; forteresse, bas-reliefs)
- Qaleh-e Gabr, Fasa (sassanide ; forteresse)
- Qaleh-e Gabr, Jahorm (sassanide ; forteresse)
- Qaleh-e Sefid (sassanide, islamique ; forteresse)
- Qars-e Dokhtar (sassanide ; forteresse)
- Sar Mashhad (sassanide ; bas-relief)
- Sarab-e Bahram (sassanide ; bas-relief)
- Sarvestan (sassanide ; palais)
- Shahr-e Ij (islamique ; ville)
- Takht-e Rostam (achéménide ; tombeau)
- Tang-e Qandil (sassanide ; bas-relief)
- Tang-e Shah Sarvan (parthe, sassanide ; bas-reliefs, inscriptions)
- Tal-e Sepid (élamite ; ville)
- Tell-e Bakun (préhistorique ; habitations)
- Tepe Sabz (préhistorique ; habitations)

## Gilan
- Cheragh Ali Tepe (préhistorique ; nécropole)
- Marlik (préhistorique ; nécropole)

## Golestan
- Muraille de Gorgan
- Radkan West (seljoukide ; tombeau-tour)

## Hamadan
- Baba Jan (âge du fer ; ville)
- Ecbatane (achéménide, sassanide ; ville)
- Ganj Nameh (achéménide ; inscriptions)
- Nush-e Jan (mède ; complexe architectural)

## Ilam
- Bani Surmah (préhistorique, élamite ; nécropole)
- Tepe War Kabud (préhistorique ; nécropole)

## Ispahan
- Ateshgah d'Ispahan (sassanide ; temple du feu)
- Khorheh (séleucide ou parthe ; bâtiment)
- Neisar (sassanide ; temple du feu)
- Tepe Sialk (préhistorique ; ville)

## Kerman
- Chahar Taq (sassanide ; temple du feu)
- Konar Sandal (jiroft ; ville)
- Narmashir (seljoukide ; ville)
- Sirjan (sassanide ; ville)
- Tal-e Iblis (préhistorique, achéménide ; ville)
- Tepe Yahya (jiroft, achéménide, séleucide ; ville)

## Kermanshah
- Behistun (achéménide, sassanide, séleucide ; bas-relief, panneau, statue)
- Chahar Qapu (sassanide ; temple du feu)
- Dukkan-e Daud (séleucide ; tombeau rupestre)
- Emaret-e Khosrow (sassanide ; palais)
- Ganj Dareh (néolithique ; habitations)
- Godin Tepe (préhistorique, mède ; ville)
- Harsin (sassanide ; bassin, podium)
- Qaleh-ye Yazdigird (sassanide ; forteresse)
- Sahneh (séleucide ; tombeaux rupestres)
- Sar-e Pol-e Zahab (préhistorique, parthe ; bas-reliefs)
- Taq-e Bostan (sassanide ; bas-reliefs)
- Taq-e Gara (sassanide ; taq)
- Kangavar (séleucide ; temple)
- Tepe Sarab (préhistorique ; ville)

## Khorasan
- Bandiān (sassanide ; temple)
- Baz-e Hur (sassanide)
- Nishapur (seljoukide ; ville)
- Qaleh-e Dokhtar (ismaélien ; forteresse)
- Ribat-e Sharaf (seljoukide ; caravanserail)
- Tus (seljoukide ; ville)

## Khuzestan
- Band-e Qaisar (sassanide ; barrage)
- Bard-e Nishandeh (séleucide, élymaien, parthe ; temple)
- Choqa Mish (préhistorique, élamite, achéménide, parthe ; ville)
- Choqa Zanbil (élamite ; ziggourat)
- Eshkaft-e Salman (élamite ; bas-reliefs)
- Haft-Tappeh (élamite ; nécropole)
- Ivan-e Kharka (sassanide ; ville)
- Jondi Shahpur (sassanide ; ville)
- Kuh-e Bilawa (parthe ; nécropole)
- Kuh-e Chalkhushk (élmaite ; bas-reliefs)
- Kul-e Farah (élamite; bas-reliefs)
- Moussian (préhistorique, élamite, sassanide ; ville)
- Salasil (sassanide ; forteresse)
- Sar-e Masjid (achéménide, séleucide, parthe ; ville)
- Shirinau Movri (parthe ; bas-relief)
- Sheivand (parthe ; bas-relief)
- Suse (élamite, achéménide ; ville)
- Tang-e Butan (parthe ; bas-reliefs)
- Tang-e Chilau (parthe, sassanide ; bas-reliefs)
- Tang-e Nauruzi (élamite ; bas-relief)
- Tang-e Sarvak (parthe ; bas-reliefs)
- Tepe Farrukhabad (élamite ; ville)

## Kordestan
- Faqraqa (achéménide ; tombeau)
- Qalah Karafto (séleucide ; grottes)
- Rasat Khaneh (mongol ; observatoire)
- Shahazur (sassanide, islamique ; ville)
- Takht-e Suleiman (sassanide, ilkhanide ; complexe cultuel, palais)
- Yanik Tepe (préhistorique ; ville)
- Ziwiye (âge du fer ; forteresse)

## Lorestan
- Ishaquand (relief et tombes rupestres achéménides tardifs)
- Pusht-e Kuh (Village préhistorique, nécropoles)
- Shikaft-e Gulgul (Relief assyrien)

## Mazandaran
- Kharabshahr (sassanide, islamique ; ville)
- Muraille d'Alexandre le Grand (parthe ; muraille)
- Turujan Tepe (préhistorique ; habitations)
- Baliran Histori ville
- akhtepor macrik

## Qazvin
- Darjazin (mongol ; tombeau-tour)
- Qasir Khan (ismaélien ; forteresse)
- Qaleh kurd (préhistorique ; grotte, occupations humaines)
- Kharraqan (seljoukide ; tombeau-tour)
- Khurvin (préhistorique ; nécropole)
- Lammassar (ismaélien ; forteresse)
- Maymun Diz (ismaélien ; forteresse)
- Takht-e Kaikaus (sassanide ; temple du feu)
- Takht-e Rostam (sassanide ; temple du feu)

## Semnan
- Gerdkûh (ismaélien ; forteresse)
- Shahr-e Qumis (Hecatompylos) (parthe, sassanide ; ville)
- Tepe Hissar (préhistorique, sassanide ; ville, palais)

## Sistan-va-Balouchistan
- Bampur (préhistorique ; citadelle)
- Dahan-e Ghulaman (achéménide ; ville)
- Deh Zahedan (seljoukide ; ville)
- Kuh-e Khwaja (parthe, sassanide ; ville)
- Mil-e Naderi (seljoukide ; tour signal)
- Qaleh-ye Rostam (sassanide ; ville)
- Qaleh-ye Sam (parthe, sassanide ; ville)
- Ram Rud (sassanide ; ville)
- Shahr-e Sokhta (préhistorique ; ville)

## Téhéran
- Qaleh-ye Dokhtar (sassanide ; temple du feu)
- Ray (seljoukide, bouyide ; ville ; temple du feu)
- Varamin (sassanide ; temple du feu, citadelle, palais)

## Zanjan
- Samiran (dailamite, ismaélien ; nécropole, forteresse, ville)
- Soltaniyeh (mongol ; mausolée, ville)

## Source
- (en) Sylvia A. Matheson, Persia: An Archaeological Guide, 1973 [détail de l’édition] (ASIN B011SJPSOO)
- Ernest Babelon, Manuel d'archéologie orientale : Chaldée - Assyrie - Perse - Syrie : Judée : Phénicie : Carthage, BookSurge Publishing, 2001 (ISBN 978-1-4212-0708-7)
- (en) E. Haerinck, Bibliographie Analytique; De L'archeologie De L'Iran Ancien: 1996-2003. Supplement 4, Peeters Publishers, coll. « Supplements a Iranica Antigua », 2006 (ISBN 978-9042916258)